# Josip Juranović
Josip Juranović (Zagreb, Croacia, 16 de agosto de 1995) es un futbolista internacional croata que juega de defensa en el F. C. Union Berlin de la 1. Bundesliga.

## Trayectoria
Nacido en el barrio agramita de Dubrava, tanto Josip como sus hermanos Dragan and Mihael pasaron por las filas del NK Dubrava, además de formar parte de la academia del Nogometni Klub Croatia Sesvete. Su debut profesional tuvo lugar en la temporada 2012-13, llamando la atención al unirse a la Academia Nike a principios de 2014, aunque regresando nuevamente al club croata. Durante su etapa en el NK Dubrava, Juranović fue considerado por los medios de comunicación como el mejor jugador de la etapa de otoño de la 3. HNL, atrayendo la atención del HNK Hajduk Split.
Tras firmar un contrato de tres años y medio con el Hajduk Split a principios de 2015, inicialmente se unió a su cantera en la Treća HNL, aunque en abril de 2015 sería promovido al primer equipo por el nuevo entrenador Goran Vučević, debutando en la Prva HNL durante la derrota en casa por 1-2 contra el HNK Rijeka. En junio de 2018, Juranović fue uno de los integrantes del once ideal de la Primera Liga de Croacia 2017-18 gracias a sus actuaciones con el equipo splitense.
El 31 de julio de 2020 se hizo oficial su fichaje por el Legia de Varsovia de Polonia, firmando para las siguientes tres temporadas con opción a una cuarta. Un año después abandonó el club tras ser traspasado al Celtic F. C., equipo en el que compitió durante temporada y media hasta fichar por el F. C. Union Berlin en enero de 2023.

## Selección nacional
Debutó con la selección de fútbol de Croacia el 14 de enero de 2017, durante un partido de la China Cup 2017 contra China que finalizó con un resultado de empate a uno tras el gol de Luka Ivanušec para Croacia, y de Wang Jingbin para el combinado chino. El 6 de septiembre de 2019, Zlatko Dalić convocó a Juranović para los partidos de clasificación de la Eurocopa 2020 contra Eslovaquia y Azerbaiyán, para paliar la lesión de Tin Jedvaj.

### Participaciones en Copas del Mundo
| Mundial      | Sede  | Resultado     | Partidos | Goles |
| ------------ | ----- | ------------- | -------- | ----- |
| Mundial 2022 | Catar | Tercer puesto | 6        | 0     |

### Participaciones en Eurocopas
| Copa          | Sede     | Resultado        | Partidos | Goles |
| ------------- | -------- | ---------------- | -------- | ----- |
| Eurocopa 2020 | Europa   | Octavos de final | 2        | 0     |
| Eurocopa 2024 | Alemania | Primera fase     | 2        | 0     |

## Clubes
| Club                  | País     | Año       | Partidos | Goles |
| --------------------- | -------- | --------- | -------- | ----- |
| N. K. Dubrava         | Croacia  | 2013-2014 | 36       | 14    |
| H. N. K. Hajduk Split | Croacia  | 2015-2020 | 165      | 3     |
| Legia de Varsovia     | Polonia  | 2020-2021 | 41       | 2     |
| Celtic F. C.          | Escocia  | 2021-2023 | 53       | 6     |
| F. C. Union Berlin    | Alemania | 2023-     | 62       | 4     |

## Palmarés

### Títulos nacionales
| Título                     | Club              | País    | Año  |
| -------------------------- | ----------------- | ------- | ---- |
| Ekstraklasa                | Legia de Varsovia | Polonia | 2021 |
| Copa de la Liga de Escocia | Celtic F. C.      | Escocia | 2022 |
| Scottish Premiership       | Celtic F. C.      | Escocia | 2022 |